# José Antonio Cruz Álvarez Lima
José Antonio Cruz Álvarez Lima (* 3. Mai 1942 in Apizaco, Tlaxcala) ist ein ehemaliger mexikanischer Botschafter und Gouverneur des Bundesstaates Tlaxcala.

## Leben
José Antonio Cruz Álvarez Lima erwarb ein Diplom der Politikwissenschaft und der Öffentlichen Verwaltung.
Er studierte an der Universidad Nacional Autónoma de México, wo er 1965 als Professor für Politische Wissenschaft und internationale Beziehungen berufen wurde.
Weitere Professuren hatte er an der Escuela de Ciencias Políticas der Universidad Iberoamericana und an der Universidad Popular Autónoma del Estado de Puebla.
Von 1979 bis 1980 saß er dem Consejo Directivo del Colegio Nacional de Ciencias Políticas vor.
Für den Bundesstaat Tlaxcala saß er von 1982 bis 1985 im Parlament und von 1991 bis 1992 saß er im Senat.
| Vorgänger                    | Amt                                                                        | Nachfolger               |
| ---------------------------- | -------------------------------------------------------------------------- | ------------------------ |
| Antonio Calzada Urquiza      | mexikanischer Botschafter in Bogotá 6. November 1985 bis 11. Juni 1987     | Rodulfo Figueroa Aramoni |
| Samuel Quiróz de la Vega     | Gouverneur von Tlaxcala 1993 bis 1999                                      | Alfonso Sánchez Anaya    |
| Carlos Fernando Almada López | mexikanischer Botschafter in Lissabon 14. Dezember 1999 bis 26. April 2001 | José María Pérez Gay     |